# 赤膚焼

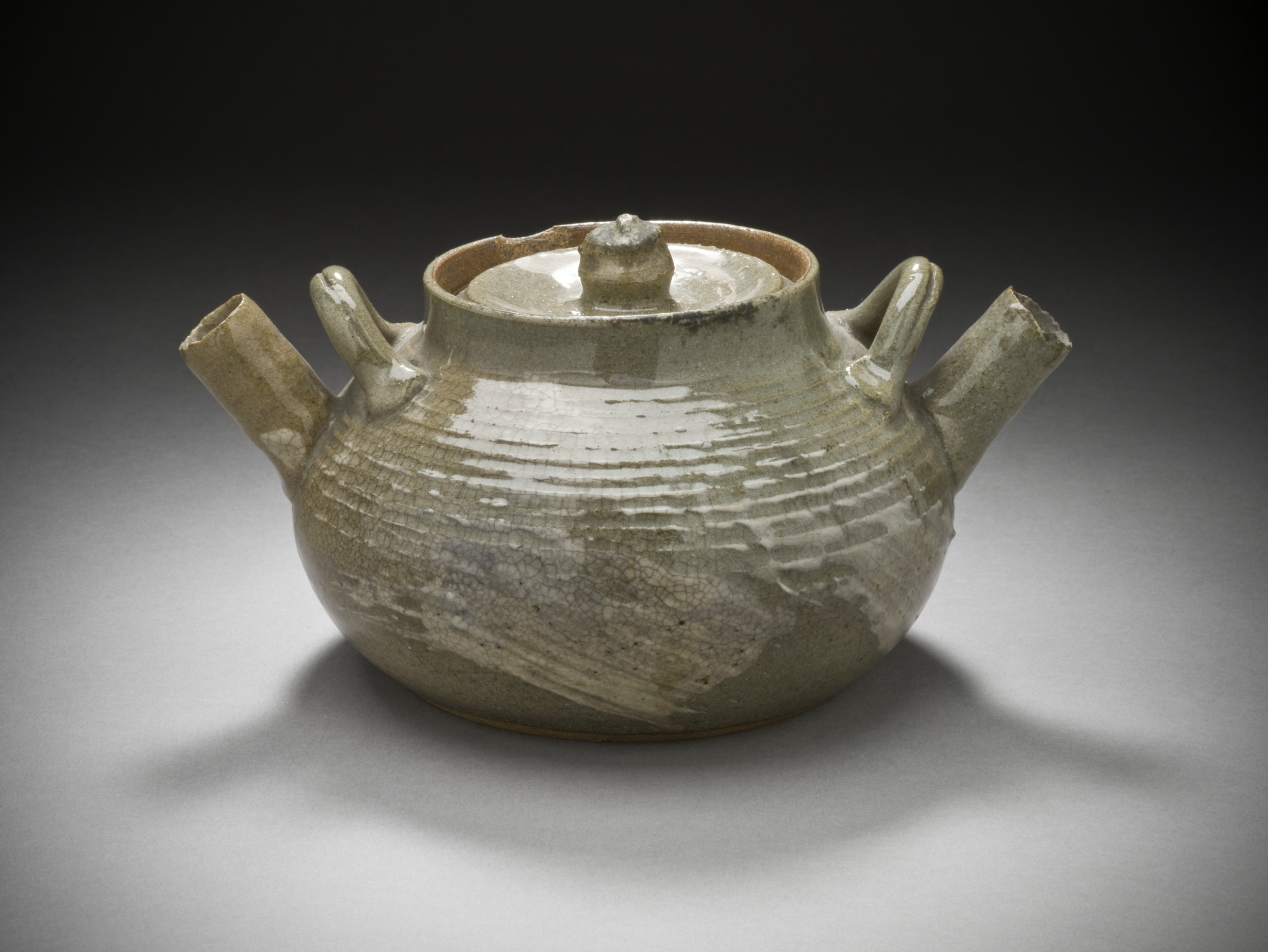
赤膚焼（19世紀初期）

赤膚焼（あかはだやき）は奈良県奈良市、大和郡山市に窯場が点在する陶器である。赤みのある乳白色の柔らかな素地と奈良絵文様を特色とする。

## 概要
大和国五条村の五条山附近一帯の土は焼き物に適し、古くからの窯業地で、民間の手で土器・火鉢などの製作が盛んにおこなわれ、桃山時代の茶道の広がりとともに奈良土風炉などの茶道具が製作され産業として定着していた。伝説では、天正年間（1573 - 1592年）豊臣秀長が尾張国常滑から陶工の与九郎を招き、五条山で開窯させたのが創始というが、当時の史料記載や物品はない。
江戸時代前期から中期の17世紀前半-18世紀半ばに使用されていた「雲華焼（うんげやき）」窯跡（幅約1・9メートル、奥行き約1・6メートル）と火鉢や土風炉の高級茶道具が当時の郡山城下町の一等地であった、大和郡山市の市街地の柳町通りの旧町家の敷地内から奈良県で初例として発掘された。雲華焼は、当時の上流階級の高級茶道具で赤膚焼の起源という説もあり、その古茶道具は堺市や京都市で出土例があったが、この出土は系譜を探る重要な手がかりである。
天明6年（1786）大和郡山藩主・柳沢保光の保護を受け、商人の住吉屋平蔵に任せて、試験窯が郡山大織冠町の内野六郎左衛門の屋敷内に築かれ、信楽の陶工・弥右衛門が4年間作陶したが、まだ名称は無かった。そして、住吉屋により本格窯に進み寛政元年（1789年）五条村赤膚山に藩窯登り窯が作られる。その窯は、京都五条坂より陶工・丸屋治兵衛が呼ばれて任され優れた焼き物が作られ、保光から名字「井上」と「赤膚山」の窯号と「赤ハタ」の銅印を与えられ、赤膚焼としての創始となった。だが保光の没後は民業に戻った。奥田木白は保光の周辺に集まった文化人グループに名前を連ねていたが、やがて自身で作陶し、天保7年（1836年）西大寺奉納楽焼茶碗で陶工として出発し、嘉永3年（1850年）ごろ、本業も陶器師となり幕末に名工として赤膚焼の名前を広めた。京焼の技術を取り入れ発展させ、今に伝わる赤膚焼の技法を確立した。小堀政一（遠州）が好んだ遠州七窯の一つにも数えられている。
嘉永年間には五条山に、元の窯は中の窯と呼ばれ東西に分立して三窯となり、「東の窯」「中の窯」「西の窯」と呼ばれていた。「東の窯」は住吉屋平蔵の息子の岩蔵が陶工となり窯業した窯で、「中の窯」は陶工・井上治兵衛から継いだもので、「西の窯」は惣兵衛が焼いていた。1884年（明治17年）に出版された『大和国名流誌』には、赤膚焼の五條村陶工として山口甚次郎、古瀬治平、井上忠次郎の3人の名前が記されている。だが1886年（明治19年）に中の窯では4代治兵衛が死去後に後継の徳次郎はまだ17歳で対応できず、東の窯の房次郎が中の窯を道具ごと買い取った。その後、東の窯では石川寅吉、中の窯では山口甚三郎、西の窯では井上忠次郎が製陶していた。だが、第一次世界大戦後の戦後恐慌の影響を受けた。「東の窯」は1890年（明治23年）石川寅吉が継ぐ記録が残っているが、寅吉没後「東の窯」は廃窯された。「西の窯」は1879年（明治12年）に三代惣兵衛が没し、後を継いだ忠次郎のころ1881年（明治14年）の末に他家へ同居した記録はあるが、それから廃窯した。その後に古瀬家の縁戚が中の窯を買い戻し、大阪で働いていた徳次郎が呼び戻され、昭和初期に初代古瀬堯三を名乗り、古瀬家の「中の窯」が再開された。奈良の地場産業としての赤膚焼であるが、過去の藩窯として江戸時代から連なる窯元の意識も強い。1941年（昭和16年）7月、銀座松屋にて「赤膚山元窯作品展示会」が開かれているが、当時の説明でも『「中の窯」只一つしか残存して居ない。』と書かれている。2007年7月登録で、古瀬堯三（ふるせぎょうぞう）窯の、「陳列場及・旧作業場」「大型登り窯」「中型登り窯」の3件が､国の登録有形文化財で、江戸時代から残された「中の窯」の大型登り窯は再使用を目指して修復中であったが2018年に完了し、古瀬堯三窯で見学することができる。
赤膚焼は、その赤みを帯びた器に乳白色の萩釉を掛け、奈良絵と呼ばれる絵付けを施した物がよく知られる。奈良絵とは御伽草子などを題材としたという説、あるいは釈迦の前世と生涯を説明した絵巻物『絵因果経（えいんがきょう）』を郡山藩の家老柳沢淇園が、赤膚焼の器に合うように図案化したもので、この源流は東大寺大仏の蓮華座の蓮弁図にあるとも言うが、庶民的な絵柄で、微妙な稚拙な構図が器肌の素朴さを巧く引き出している。赤膚焼には裏に「赤膚山」という刻印がつけられている。江戸時代から続く窯元である古瀬堯三窯のものには「赤膚山」の刻印のみ見られる。その他の窯のものには「赤膚山」または「赤ハタ」の刻印以外に作家印や窯印がつけられている。
現在、奈良県の伝統工芸として六つの窯がある。
- 古瀬堯三（奈良市）…8代目
- 大塩昭山（奈良市）…故3代(日本工芸会正会員)、4代目
- 大塩玉泉（奈良市）…
- 大塩正人（奈良市）…8代(日本芸術院賞受賞)、9代目
- 小川二楽（大和郡山市）…4代目
- 尾西楽斎（大和郡山市）…8代目

上記の奈良県認定伝統工芸士の他、
大塩まな（奈良市）…大塩正人8代目の孫娘
などの作家がいる。
古瀬堯三窯は1938年（昭和13年）から、開窯を継ぐ「赤膚山元窯」を使用している。大塩姓が三軒あるが、一部は親戚関係だが、別家である。ただ昭和になって開かれた窯であることが名前の由来となった大塩昭山、その後独立した大塩玉泉がいる。